# 177 a.C.
Il 177 a.C. (CLXXVII a.C. in numeri romani) è un anno  del II secolo a.C.

## Eventi
- Fondazione romana di Luni